# Résolution 346 du Conseil de sécurité des Nations unies
Membres permanents
- Chine
- États-Unis
- France
- Royaume-Uni
- URSS

Membres non permanents
- Australie
- Autriche
- RSS de Biélorussie
- Cameroun
- Costa Rica
- Indonésie
- Iraq
- Kenya
- Mauritanie
- Pérou

Résolution no 345 Résolution no 347
La résolution 346 du Conseil de sécurité des Nations unies est adoptée à 13 voix contre zéro lors de la 1 765e séance du Conseil de sécurité des Nations unies le 8 avril 1974, a remercié les nations qui ont contribué à la force d'urgence établie dans la résolution 340 et a approuvé l'avis du secrétaire général ; que la séparation des forces égyptiennes et israéliennes n'était que le début d'un règlement pacifique de la question et a appelé les États membres à continuer de soutenir la force d'urgence.
La résolution a été adoptée à l'unanimité par 13 voix contre zéro, tandis que deux membres, l'Irak et la république populaire de Chine, n'ont pas participé au vote.

### Sources
- (en) Cet article est partiellement ou en totalité issu de l’article de Wikipédia en anglais intitulé « United Nations Security Council Resolution 346 » (voir la liste des auteurs).

### Texte
- Résolution 346 sur fr.wikisource.org
- Résolution 346 sur en.wikisource.org